# MARIA (矢沢永吉のアルバム)
『MARIA』（マリア）は、矢沢永吉のスタジオ・アルバム。
本項では、アルバムに先駆けて発売された同タイトルのシングルについても触れる。

## シングル

### 解説
1996年5月16日に発売された、39枚目のシングル。
前作『青空』から約1年ぶりのシングル。

### 収録曲
全作曲：矢沢永吉
1. MARIA
  - 作詞：高橋研
サントリーBOSS CMソング。
2. 終わりじゃないぜ
  - 作詞：大津あきら
サントリーBOSS 1995 CMソング。

## アルバム
1996年7月3日に発売された、24作目のスタジオ・アルバム。

### 解説
前作から約1年ぶりの新作は「OPEN RECORDING GIG」と銘打たれた公開ライブ・レコーディングにて収録。日程は同年4月10・11日・13・14日の4日間にわたり、横浜のディスコ・CLUB HEAVENで開催。各日ファンクラブ会員を250人ずつ招待した。
この模様はWOWOWで中継された。4日間のうち13・14日の模様は、後にメイキング映像も加えた内容で映像作品「OPEN RECORDING GIG」と銘打ってVHS・LD・DVDで発売された。
本作は、香港のEMI HONGKONGより香港版がリリース。香港版には「いつの日か」「アリよさらば」2曲が追加収録されている。

### 収録曲
| 全作詞: 高橋研、全作曲: 矢沢永吉。 |                        |        |            |      |
| #                                  | タイトル               | 作詞   | 作曲・編曲 | 時間 |
| 1.                                 | 「蒼いハイウェイ」     | 高橋研 | 矢沢永吉   | 4:32 |
| 2.                                 | 「Wonderful Life」     | 高橋研 | 矢沢永吉   | 4:50 |
| 3.                                 | 「MARIA」              | 高橋研 | 矢沢永吉   | 3:26 |
| 4.                                 | 「愛はナイフ」         | 高橋研 | 矢沢永吉   | 5:49 |
| 5.                                 | 「壊れた楽園」         | 高橋研 | 矢沢永吉   | 4:01 |
| 6.                                 | 「TOKYO ZOO」          | 高橋研 | 矢沢永吉   | 3:42 |
| 7.                                 | 「危ない天使」         | 高橋研 | 矢沢永吉   | 4:05 |
| 8.                                 | 「エンドレス・サマー」 | 高橋研 | 矢沢永吉   | 5:49 |
| 9.                                 | 「Child of love」      | 高橋研 | 矢沢永吉   | 4:50 |
| 10.                                | 「都会の風よ」         | 高橋研 | 矢沢永吉   | 4:23 |
| 11.                                | 「WILD HEART」         | 高橋研 | 矢沢永吉   | 5:14 |
| 合計時間:                          | 合計時間:              | 50:41  |            |      |

### 楽曲解説
1. 蒼いハイウェイ
2. Wonderful Life
3. MARIA
先行シングル曲。アルバムバージョン。
4. 愛はナイフ
5. 壊れた楽園
6. TOKYO ZOO
7. 危ない天使
8. エンドレス・サマー
9. Child of love
10. 都会の風よ
11. WILD HEART
同年11月7日、シングル「もうひとりの俺」のカップリングとしてシングルカット。この曲名が同年のコンサートツアータイトルとなった。

### レコーディング・メンバー
- George McFarlane - Keyboards
- Jim Williams - Guitar
- Neil Palmer - Keyboards
- Geoff Dugmore - Drums
- Flonn O'Locklain - Bass
- Zeitia Massiak - Backing Vocal
- Pam Skeyne - Backing Vocal
- Andy Cain - Backing Vocal